# Синявка (Черкасская область)
Синявка (укр. Синявка) — село в Каневском районе Черкасской области Украины.
Население по переписи 2001 года составляло 322 человека. Занимает площадь 1,68 км². Почтовый индекс — 19016. Телефонный код — 4736.

## Местный совет
19016, Черкасская обл., Каневский р-н, с. Козаровка